# Afrocercus forcipatus
Afrocercus forcipatus is een haft uit de familie Caenidae. De wetenschappelijke naam van de soort is voor het eerst geldig gepubliceerd in 1987 door Malzacher.
De soort komt voor in het Afrotropisch gebied.